# Iris (vonat)
Az Iris egy EuroCity Brussels Midi/Zuid (Brüsszel, Belgium) és Bahnhof Chur (Chur, Svájc) között. Nevét a Sárga nőszirom (Iris pseudacorus) nevű virág után kapta.

## Története
A járat 1974. május 28-án indult, mint Trans Europ Express (TEE) vonat. 1981-től InterCity járattá vált, majd 1987-től mint EuroCity közlekedik EC 96/97 járatszámon.
A viszonylatot kezdetben egy négyáramnemű villamos motorvonat, a SBB-CFF-FFS RAe TEE II sorozat szolgálta ki.
2015-től, az Iris egyike annak a két Eurocity vonatpárnak, melyek naponta közlekednek Brüsszel és Svájc között. A másik járat a Vauban.

## Állomások
- Zürich Hauptbahnhof
- Basel SBB
- Mulhouse-Ville
- Colmar
- Strasbourg
- Metz
- Thionville
- Luxembourg
- Arlon
- Namur
- Bruxelles Quartier-Léopold
- Bruxelles-Nord
- Bruxelles-Midi.